# Effetto Nostradamus
Effetto Nostradamus è una serie televisiva statunitense trasmessa dal canale satellitare History. La serie è andata in onda per la prima volta negli Stati Uniti il 9 settembre 2009 e, successivamente, è stata trasmessa in Italia sullo stesso canale da Sky Italia. La serie, suddivisa in 12 puntate, analizza le varie profezie sul 2012. Le prime due puntate sono incentrate sulle quartine di Nostradamus.  La messa in onda italiana non segue l'ordine delle puntate di quella statunitense.

## Episodi
| nº | Titolo originale           | Titolo italiano     | Prima TV USA      |
| -- | -------------------------- | ------------------- | ----------------- |
| 1  | The Third Anti-Christ?     | Il terzo anticristo | 9 settembre 2009  |
| 2  | Da Vinci's Armageddon      | L. Da Vinci         | 16 settembre 2009 |
| 3  | Extinction 2012            | 2012                | 23 settembre 2009 |
| 4  | Hitler's Blood Oath        | Hitler, il messia   | 30 settembre 2009 |
| 5  | The Apocalypse Code        | Il codice Newton    | 7 ottobre 2009    |
| 6  | Son of Nostradamus         | Il libro perduto    | 14 ottobre 2009   |
| 7  | Secrets of the Seven Seals | I sette sigilli     | 21 ottobre 2009   |
| 8  | Fatima's Lost Prophecy     | Fatima              | 4 novembre 2009   |
| 9  | Satan's Army               | L'armata di Satana  | 11 novembre 2009  |
| 10 | Doomsday Hieroglyphs       | Il distruttore      | 2 dicembre 2009   |
| 11 | Armageddon Battle Plan     | Armageddon          | 9 dicembre 2009   |
| 12 | Rapture                    | Sparizioni          | 16 dicembre 2009  |